# Isle (Haute-Vienne)
Isle (okzitanisch Isla) ist eine französische Gemeinde mit 7915 Einwohnern (Stand: 1. Januar 2022) im Département Haute-Vienne in der Region Nouvelle-Aquitaine. Sie gehört zum Arrondissement Limoges und zum Limoges-9. Die Einwohner werden Islois(es) genannt.

## Geographie
Isle liegt im Limousin im nordwestlichen Zentralmassiv, etwa vier Kilometer südwestlich von Limoges an den Flüssen Vienne und Aurence. 
Die Nachbargemeinden von Isle sind Limoges im Norden und Nordosten, Condat-sur-Vienne im Osten und Süden, Beynac im Süden und Südwesten, Bosmie-l’Aiguille im Westen sowie Verneuil-sur-Vienne im Nordwesten.
Durch die Gemeinde führt die Route nationale 21 von Limoges kommend über Bergerac nach Agen.

## Sehenswürdigkeiten
- Kirche Saint-Martin aus dem 13. Jahrhundert, seit 1985 als Monument historique eingeschrieben
- Schloss Gigondas
- Schloss und Park Les Bayles
- Die Schlösser und Herrenhäuser Reignefort, La Chabroulie, Le Gondeau, L’Etoile, Verthamont, Le Caillaud, Le Généty, Envaud, Le Val d’Enraud, Les Courrières

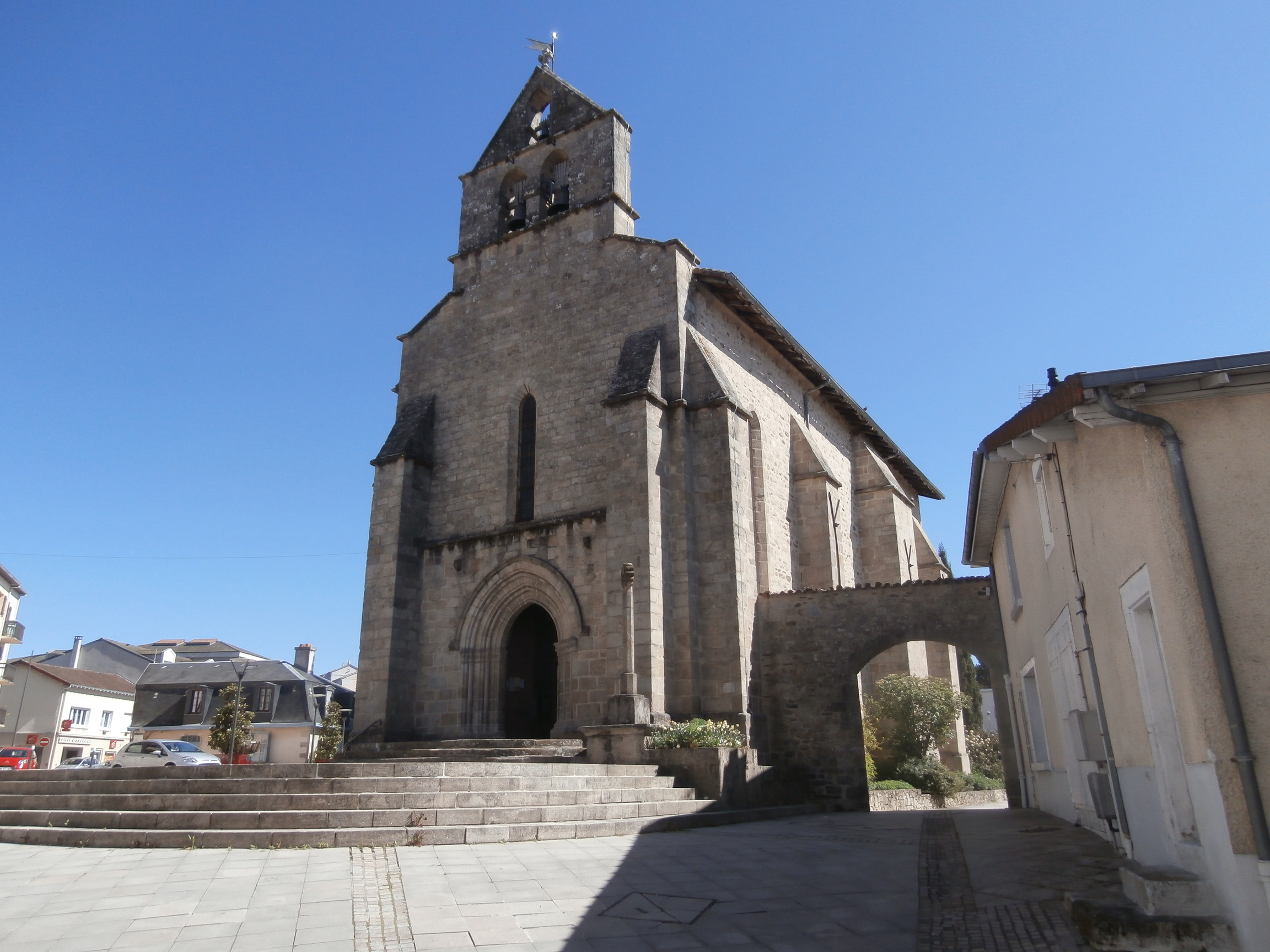
Kirche Saint-Martin
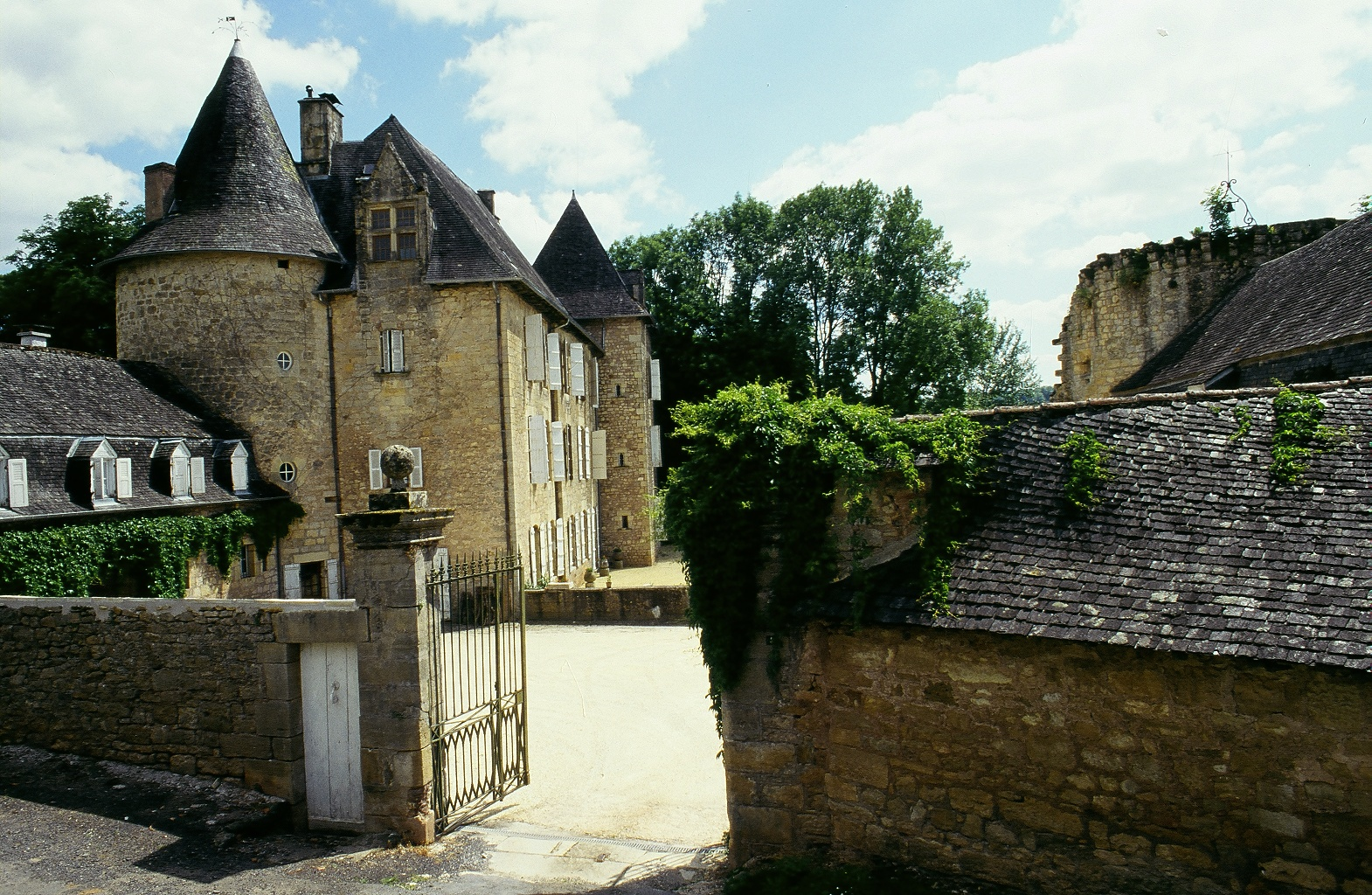
Schloss La Chabroulie

## Städtepartnerschaft
- Gunzenhausen, Bayern (Mittelfranken), Deutschland

## Persönlichkeiten
- Robert Margerit (1910–1988), französischer Schriftsteller, verstorben in Isle